# Dan Glickman

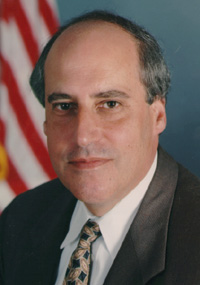
Dan Glickman

Daniel Robert Glickman, född 24 november 1944 i Wichita, Kansas, USA, är en amerikansk demokratisk politiker. Han är sedan 2004 ordförande för Motion Picture Association of America, en lobbyorganisation som representerar filmbranschen.
Han avlade 1966 sin grundexamen i historia vid University of Michigan och 1969 juristexamen vid George Washington University Law School. Han arbetade först som advokat för Securities and Exchange Commission och sedan i en privat advokatbyrå Sargent, Klenda and Glickman. Han var ledamot av USA:s representanthus från Kansas 1977-1995. Han förlorade sitt mandat i 1994 års kongressval mot republikanen Todd Tiahrt.
Glickman tjänstgjorde som USA:s jordbruksminister under president Bill Clinton 1995-2001. Därefter ledde han John F. Kennedy School of Government vid Harvard University innan han blev ledande lobbyist för filmbranschen.